# 바버라 카틀랜드
바버라 카틀랜드 여사(영어: Dame Barbara Cartland, DBE, DStJ, 1901년 7월 9일 ~ 2000년 5월 21일)는 잉글랜드의 소설가이다. 빅토리아 시대를 담은 연애 소설로 꾸준한 호응을 받아 1920년대부터 2000년 별세할 때까지 700권 이상의 저서를 남겼고, 추정 판매랑은 5억부에서 10억부에 이른다(참조: 많이 팔린 픽션의 저자 목록).
제2차 세계 대전 이후 세인트존 앰뷸런스(St John Ambulance)에서 활동하는 등 자선에 힘쓰기도 했다.

## 서훈
- 1953년 세인트존 훈장 커맨더(CStJ)[2]
- 1972년 세인트존 훈장 데임(DStJ)[3]
- 1991년 대영 제국 훈장 2등급(DBE, 작위급 훈장)[4]